# Горушка (Кулотинское городское поселение)
Горушка — деревня в Окуловском муниципальном районе Новгородской области, относится к Кулотинскому городскому поселению.

## География
Деревня расположена в 13 км к северу от посёлка Кулотино. Расстояние до города Окуловка — 15 км на юг.

## Население
| 2010 |
| ---- |
| 2    |

## История
В 1776—1792, 1802—1918 деревня Горушка находилась в Крестецком уезде Новгородской губернии. С начала XIX века — в образованной Заозерской волости Крестецкого уезда с центром в деревне Заозерье.
Отмечена на картах 1788(листы 45, 47), 1826—1840.
В 1908 в деревне Горушка было 43 двора и усадьба А. К. Фойкта, и 75 домов с населением 256 человек. Имелись часовня и частная лавка.
Деревня Горушка относилась к Полищенскому сельсовету.

## Транспорт
Ближайшая ж/д станция расположена в Кулотино, в 16 км к юго-востоку.